# Megasema lalle
Megasema lalle är en fjärilsart som beskrevs av Schultz 1934. Megasema lalle ingår i släktet Megasema och familjen nattflyn. Inga underarter finns listade i Catalogue of Life.